# Olivier Schwartz
Olivier Schwartz (Nogent-sur-Marne, 18 februari 1963) is een Franse striptekenaar. Hij tekent vooral in de atoomstijl.

## Carrière
Schwartz is een autodidact. Hij begon zijn stripcarrière in 1983 met bijdragen aan het fanzine PLG en met strips voor Milanese jongeren, waarbij Claude Ecken en Christian Goux de teksten verzorgden. Vanaf 1988 tekende Schwartz voor het kindertijdschrift Astrapi van uitgeverij Bayard de onderzoeken van Inspecteur Bayard, voornamelijk op scenario van Jean-Louis Fonteneau. Deze verhalen verschenen in albumvorm tussen 1993 en 2005 op de Franstalige markt. In 2020 bracht Uitgeverij HUM! een drietal integralen op de Nederlandstalige markt.  Voor de uitgeverij Bayard tekende Schwartz over de jaren vele kinderillustraties, -puzzels en -spelletjes.
In 2009 tekende Schwartz op scenario van Yann zijn eerste verhaal in de reeks Robbedoes door getiteld Piccolo in veldgroen in een Jijé-achtige stijl. In dit avontuur van Robbedoes en Kwabbernoot wordt teruggegaan naar hun avonturen tijdens de Tweede Wereldoorlog. In 2014 volgde hierop De luipaardvrouw en in 2017 De meester van de zwarte hosties.
Schwartz en Yann maakten na het Robbedoes door-album in 2009 het biografische stripalbum Gringos locos over Jijé, André Franquin en Morris  die in de jaren veertig van de twintigste eeuw de Verenigde Staten en Mexico bezochten; het album werd door conflicten met de erfgenamen pas in 2012 werd uitgegeven door Dupuis.
Op 17 september 2015 creëerde Schwartz een afbeelding voor een stripmuur gebaseerd op zijn Robbedoes-verhaal De luipaardvrouw, die werd aangebracht op de hoek van Rue de la Croix / Kruisstraat bij de Chaussée d'Ixelles/ Elsenesteenweg in Brussel.
In 2018 kwamen Schwartz en Yann met de stripreeks Atom Agency, waarvan het eerste verhaal in 2019 op de Nederlandstalige markt verscheen.
In 2021 werd Schwartz door uitgeverij Dupuis gekozen als tekenaar om de hoofdreeks van Robbedoes en Kwabbernoot verder te zetten. Scenario's worden voorzien door Sophie Guerrive en Benjamin Abitan. Zijn eerste album in de hoofdreeks was het in oktober 2022 uitgekomen De dood van Robbedoes.